# Sainets del segle XIX
Sainets del segle XIX és un recull de sainets a cura de Xavier Fàbregas publicat per Edicions 62 l'any 1979, el número 13 de la col·lecció Les Millors Obres de la Literatura Catalana (MOLC). Inclou cinc sainets d'escriptors del segle XIX: 
- La pubilla del Vallès, de Josep M. Arnau
- La Teta gallinaire, de Francesc Camprodon
- El cordó de la vila, de Pere d'A. Penya
- Un poll ressuscitat, de Marçal Busquets
- La Xala, d'Eduard Escalante

En la introducció de l'obra, el mateix Fàbregas esmentaː
| «          | Si desapareguessin les fonts de documentació d'aquest segle, però els sainets sortissin miraculosament salvats de la pèrdua, podríem reconstruir la fisonomia de la nostra societat, en podríem seguir l'evolució amb una fidelitat absoluta. | » |
| — Fàbregas | |   |

Els sainets actuen com a notaris d'una època, com a testimonis dels col·loquis valencians i fins i tot de la premsa satírica.